# Инс, Пол
Пол Э́мерсон Ка́рлайл Инс (англ. Paul Emerson Carlyle Ince; род. 21 октября 1967, Илфорд, Большой Лондон) — английский футболист и футбольный тренер. Выступал за клубы «Вест Хэм Юнайтед», «Манчестер Юнайтед», «Интернационале», «Ливерпуль», «Мидлсбро», «Вулверхэмптон Уондерерс» и сборную Англии.

## Клубная карьера

### «Вест Хэм Юнайтед»
Инс с детства болел за «Вест Хэм», а с 12 лет начал тренироваться в детской команде клуба. Его профессиональный дебют в Первом дивизионе Футбольной лиги состоялся 30 ноября 1986 года в игре против «Ньюкасл Юнайтед» (0:4). Регулярно выходить на поле Инс начал в сезоне 1987/88. В это же время начал выступать за молодёжную сборную Англии. Специалисты сразу отметили многогранность талантов молодого игрока, его скорость, умение обороняться и великолепный удар.
В следующий сезоне «Вест Хэм» боролся за выживание, но смог сотворить сенсацию, обыграв в четвертьфинале Кубка лиги действующего чемпиона — «Ливерпуль» (4:1). Инс забил два гола и о нём заговорили, как о настоящей звезде. «Вест Хэм» проиграл в полуфинале клубу «Лутон Таун», а в конце сезона вынужден был расстаться и с высшим дивизионом. Новым клубом Инса стал «Манчестер Юнайтед», заплативший за игрока 1 миллион фунтов.

### «Манчестер Юнайтед»
Дебют Инса за «Манчестер Юнайтед» состоялся 16 сентября 1989 года в матче против «Миллуолла» (5:1). Несмотря на то, что Инс получил в «Юнайтед» футболку с номером 2, что типично для защитников, он, вместе с Нилом Уэббом и капитаном Брайаном Робсоном, играл заметную роль в полузащите. В первый же сезон Инс со своей новой командой завоевал и первый трофей — Кубок Англии. В финале на «Уэмбли» со второй попытки был обыгран «Кристал Пэлас» со счётом 1:0 (первый матч завершился вничью со счётом 3:3).
В последующие четыре года, когда карьера Робсона уже начинала подходить к концу, именно Инс становится ключевым игроком полузащиты «Юнайтед». Особенно выделялся он на позиции опорного полузащитника, а также умением точным пасом организовать атаку своей команды. Несмотря на то, что Инс обладал сильным и точным ударом, сам он забивал достаточно редко. В 1991 году в Роттердаме в финале Кубка обладателей кубков УЕФА «Манчестер Юнайтед» победил «Барселону» со счётом 2:1.
В следующем сезоне Инс вместе со своим другом Райаном Гиггзом и другими известными игроками «Юнайтед» Марком Хьюзом, Эриком Кантона, Петером Шмейхелем, Андреем Канчельскисом, Гари Паллистером, Стивом Брюсом и Денисом Ирвином выиграли чемпионский титул в новообразованной Премьер-лиге. Таким образом, «Юнайтед» стал чемпионом после 26-летнего перерыва.
«Манчестер Юнайтед» и дальше продолжил своё доминирование в Англии. В следующем сезоне (1993/94) команда выиграла «дубль» — Премьер-лигу и Кубок Англии.
В сезоне 1994/95 «Юнайтед» вновь был главным кандидатом на победу в Премьер-лиге. В последнем, решающем матче сезона ему противостоял «Вест Хэм». Тяжёлый матч завершился вничью, и чемпионом стал «Блэкберн Роверс». В финале Кубка Англии «Юнайтед» также потерпел поражение, проиграв «Эвертону». В течение сезона у Инса серьёзно испортились отношения с тренером «Юнайтед» Алексом Фергюсоном. Ожидаемый переход футболиста в «Арсенал» сорвался. Летом 1995 года Инс был продан в миланский «Интер» за 7,5 миллионов фунтов — по тем временам, одна из самых крупных сумм, уплаченных за английского игрока.

### «Интернационале»
А в «Интере» наступали новые времена. В 1995 году к руководству клубом вернулась семья Моратти, в лице сына легендарного президента 60-х, Массимо Моратти. Целью нового владельца и президента было вернуть «Интер» на первую строчку итальянского чемпионата и превратить свой клуб в один из лучших в Европе. Моратти был готов скупить лучших игроков со всего мира, не заботясь о расходах. Полу Инсу суждено было стать первым в ряду таких покупок. Сначала в новом чемпионате у Инса получалось не всё, но вскоре он смог стать одним из любимчиков миланских тифоззи. Инс не участвовал только в четырёх играх сезона 1995/96. Однако, хорошая игра Инса не сильно помогла новому клубу. «Интер» так и не смог вмешаться в борьбу за чемпионство и, в итоге, занял лишь седьмое место.
Следующий сезон 1996/97 сложился для команды куда более удачно. Сам Инс забил 6 голов в 24 играх, а «Интер» финишировал третьим. Поучаствовал Инс и в том, что «Интер» сумел добраться до финала Кубка УЕФА. В 1/8 финала он забил гол «Боавиште». В первом, гостевом, матче финала против «Шальке 04» (0:1) Инс участия не принимал, но во втором, в Милане находился на поле. «Интер» в финале уступил. Гола, забитого Иваном Саморано, хватило лишь на то, чтобы довести дело до пенальти. Гости было точнее 4:1.
Несмотря на то, что Моратти предлагал Инсу новый контракт на лучших условиях, он решил вернуться в Англию. «Ливерпуль» заплатил за переход 4,5 миллиона фунтов.

### «Ливерпуль»
В 1997 году Инс вернулся в Англию, чтобы его сын Томас, которому на тот момент было пять лет, мог пойти в английскую школу. Право первым выкупить контракт Инса принадлежало «Манчестер Юнайтед», однако Алекс Фергюсон не стал им пользоваться, и Инс перешёл в «Ливерпуль», которым руководил Рой Эванс. Трансфер, за который клуб заплатил 4 миллиона фунтов, стал достаточно удивительным для всех, поскольку в результате острого соперничества между «красными» и МЮ лишь немногие игроки смогли поиграть за оба этих клуба.
Первый сезон Инса в новой команде был неудачным, поскольку клуб переживал сложные времена, обусловленные недостаточной дисциплиной в команде. Группу футболистов «Ливерпуля», включавшую в себя Джейми Реднаппа, Джейсона Макатира, Робби Фаулера, Стива Макманамана, Дэвида Джеймса и Стэна Коллимора, пресса прозвала «Спайс Бойз» (по аналогии со «Спайс Гёлз», известной поп-группой) за то, что они, якобы, уделяли больше внимания своей внешности и развлечениям, а не подготовке и выступлениям за клуб. Многие из игроков тогдашнего «Ливерпуля» были друзьями Инса, и он, обладая у прессы не самой лучшей репутацией, неплохо «вписался» в образ той команды.
После выступления на чемпионате мира во Франции, на котором сборная Англии в очередной раз выступила неудачно, Инс вернулся в «Ливерпуль», которым отныне руководил уже дуэт Эванса и Жерара Улье, через полгода распавшийся. Отношения Инса с Улье не сложились, и летом 1999 года игрок был выставлен на трансфер. Вскоре он перешёл в «Мидлсбро», которым тогда руководил его бывший партнёр по «МЮ» Брайан Робсон.
Хотя за два года в «Ливерпуле» Пол Инс так и не выиграл ни одного титула, он забил и гол на «Энфилде» в ворота «Манчестер Юнайтед» в самом конце матча, который помог мерсисайдцам вырвать ничью в этой встрече.

### «Мидлсбро» и «Вулверхэмптон»
Инс перешёл в «Мидлсбро» за один миллион фунтов и в течение следующих трёх лет провёл почти 100 матчей в лиге за эту команду, в которой он был также капитаном. На период выступлений за «Боро» приходится и конец его международной карьеры — сразу после чемпионата Европы в Бельгии и Нидерландах Инс прекратил выступать за сборную Англии.
В 2002 году он в качестве свободного агента перешёл в «Вулверхэмптон Уондерерс» и в первый же сезон вместе с «волками» вышел в Премьер-лигу (которую они всего год спустя покинули). За клуб он выступал до 2006 года, пока новый тренер команды, которым стал Мик Маккарти не отказался подписывать с ним новое соглашение. Тем не менее Инс выразил желание однажды вернуться в «Уондерерс» в качестве главного тренера.

### Карьера в сборной
В сборной Англии Пол Инс дебютировал в сентябре 1992 года в товарищеском матче против Испании. Англичане уступили 0:1, но Инс произвёл очень хорошее впечатление. Уже месяц спустя Инс сыграл в отборочном матче к чемпионату мира 1994 против Норвегии (1:1). Выиграв чемпионат в Англии Инс был вправе рассчитывать и на успешную карьеру в сборной, но тренер Грэм Тэйлор выпускает Инса всего в двух из пяти отборочных матчей. Второй — критическое поражение от Норвегии 0-2, которое существенно снизило шансы англичан на участие в финальном турнире. Однако уже летом, во время турне сборной Англии по США (0:2), Инс — первый в истории темнокожий футболист — становится капитаном английской сборной, в отсутствие Дэвида Платта и Тони Адамса.
В отборочном цикле сборная Англии победила Польшу 3:0, это десятый матч Инса. Надежда на выход в финальную часть остаётся только в случае гостевой победы над Нидерландами, но в драматичном поединке англичане уступают 0:2. В следующей игре против Сан-Марино(7:1) Инс забивает оба свои гола за сборную. Новый тренер сборной Терри Венейблс при подготовке к следующему турниру — чемпионату Европы 1996 — без всяких сомнений рассчитывал на Инса, как на ключевого игрока своей команды. Поскольку Англия была хозяином турнира, в отборочных играх команда не участвовала. Пришлось заменить их товарищескими играми и неофициальными мини-турнирами.
Непосредственно на самом чемпионате Инсу досталась роль «подносчика снарядов» для Пола Гаскойна. Его задачей было сделать все возможное, чтобы «Газза» получил достаточно свободного места для организации креативной игры команды. В матче открытия Англия играет вничью со Швейцарией 1:1. Матч получился разочаровывающе скучным. Но уже в следующей игре были повержены вечные противники из Шотландии 2:0, а в последней групповой игре были разгромлены одни из фаворитов — сборная Нидерландов 4:1. После этого Англия вышла в четвертьфинал против Испании. Но этот матч проходил без Инса, потому что Пол получил в игре против Нидерландов вторую жёлтую карточку. Англичане победили по пенальти.
В день полуфинала 26 июня 1996 года против Германии Пол Инс вернулся в состав сборной, заменив дисквалифицированного Гэри Нэвилла на позиции правого полузащитника. Основное время матча не выявило победителя и закончился 1:1. В серии послематчевых пенальти выиграла Германия после того, как Гарет Саутгейт не забил решающий шестой пенальти. Несмотря на хорошую игру, Инс после полуфинала подвергся жёсткой критике в английской прессе, потому что, во-первых, сам отказался бить пенальти, и во-вторых, пока пенальти пробивались, сидел в центральном круге вместе со Стивом МакМанаманом спиной к воротам.
В 1997 году, в матче с Италией, получил рассечение лба, и продолжил играть, матч закончился со счётом 0:0.

## Тренерская карьера

### «Суиндон Таун»
В 2006 году Инс стал играющим тренером «Суиндон Таун» и даже провёл за клуб три матча. Но вскоре он почувствовал, что уже не может совмещать игру и работу тренера.

### «Маклсфилд Таун»
23 октября 2006 Инс назначается играющим тренером «Маклсфилд Таун» сроком до января 2007 года. Однако, в качестве игрока он так и не смог выйти на поле, так как он все ещё числился игроком «Суиндон Таун». Когда Инс принял клуб, тот находился на последнем месте в League Two, с отставанием в 7 очков. Под руководством Инса Мансфилд улучшил свою игру и сумел сохранить место в лиге. В декабре 2006 Инс был назван тренером месяца четвёртой лиги.

### «Блэкберн Роверс»
К началу сезона 2008/09, несмотря на отсутствие полноценной тренерской лицензии, Пол Инс был назначен тренером «Блэкберн Роверс», при условии, что он в течение двух лет пройдет необходимый курс обучения. Пол принял команду после Марка Хьюза, своего старого знакомого, по временам в «Манчестер Юнайтед». Однако работа с командой не заладилась, и после довольно продолжительной серии неудачных игр (3 победы в 17 играх), 16 декабря руководство клуба объявило об отставке Пола Инса.
В 2020 году Мортен Гамст Педерсен в интервью отметил, что Инс любил участвовать в тренировках вместе с игроками. Он всегда бил игроков и использовал локти. Тренировка заканчивалась, только когда команда Инса побеждала.

### «МК Донс»
В начале июля 2009 Пол Инс вернулся на работу в клуб третьего английского дивизиона «МК Донс». Он подписал с командой двухлетний контракт, сообщает официальный сайт клуба.
Инс уже руководил «Донс» в сезоне-2007/08. Под его началом клуб стал чемпионом четвёртого дивизиона и пошёл на повышение.
16 марта 2010 г. Пол Инс объявил об отставке с поста главного тренера «МК Донс», согласившись при этом доработать последние четыре матча сезона. Главной причиной отставки специалист назвал планируемое сокращение бюджета клуба, «которое не позволяет мне реализовать намеченное».

### «Ноттс Каунти»
28 октября 2010 года назначен главным тренером «Ноттс Каунти». Контракт подписан сроком на 3 года и 8 месяцев.
3 апреля 2011 года по обоюдному согласию с клубом после пяти поражений кряду контракт был расторгнут.

### «Блэкпул»
18 февраля 2013 года был назначен главным тренером «Блэкпула». Контракт подписан сроком на 1 год.

## Достижения
В качестве игрока
«Манчестер Юнайтед»
- Чемпион английской Премьер-лиги: 1993, 1994
- Обладатель Кубка Англии: 1990, 1994
- Обладатель Суперкубка Англии: 1990, 1993, 1994
- Обладатель Кубка Футбольной лиги: 1992
- Обладатель Кубка обладателей кубков УЕФА: 1991
- Обладатель Суперкубка УЕФА: 1991

«Интернационале»
- Финалист Кубка УЕФА: 1997

В качестве тренера
«Милтон-Кинс Донс»
- Вторая Футбольная лига Англии: 2008
- Трофей Футбольной лиги: 2008

## Статистика выступлений
| Клуб                    | Сезон            | Лига | Лига | Кубки | Кубки | Еврокубки | Еврокубки | Прочие | Прочие | Итого | Итого |
| Клуб                    | Сезон            | Игры | Голы | Игры  | Голы  | Игры      | Голы      | Игры   | Голы   | Игры  | Голы  |
| ----------------------- | ---------------- | ---- | ---- | ----- | ----- | --------- | --------- | ------ | ------ | ----- | ----- |
| Вест Хэм Юнайтед        | 1986/87          | 10   | 1    | 1     | 0     | 0         | 0         | 1      | 0      | 12    | 1     |
| Вест Хэм Юнайтед        | 1987/88          | 28   | 3    | 3     | 0     | 0         | 0         | 1      | 0      | 32    | 3     |
| Вест Хэм Юнайтед        | 1988/89          | 33   | 3    | 14    | 4     | 0         | 0         | 2      | 1      | 49    | 8     |
| Вест Хэм Юнайтед        | 1989/90          | 1    | 0    | 0     | 0     | 0         | 0         | 0      | 0      | 1     | 0     |
| Вест Хэм Юнайтед        | Итого            | 72   | 7    | 18    | 4     | 0         | 0         | 4      | 1      | 94    | 12    |
| Манчестер Юнайтед       | 1989/90          | 26   | 0    | 10    | 2     | 0         | 0         | 0      | 0      | 36    | 2     |
| Манчестер Юнайтед       | 1990/91          | 31   | 3    | 8     | 0     | 7         | 0         | 1      | 0      | 47    | 3     |
| Манчестер Юнайтед       | 1991/92          | 33   | 3    | 10    | 0     | 3         | 0         | 1      | 0      | 47    | 3     |
| Манчестер Юнайтед       | 1992/93          | 41   | 6    | 5     | 0     | 1         | 0         | 0      | 0      | 47    | 6     |
| Манчестер Юнайтед       | 1993/94          | 39   | 8    | 12    | 1     | 4         | 0         | 1      | 0      | 56    | 9     |
| Манчестер Юнайтед       | 1994/95          | 36   | 5    | 6     | 0     | 5         | 0         | 1      | 1      | 48    | 6     |
| Манчестер Юнайтед       | Итого            | 206  | 25   | 51    | 3     | 20        | 0         | 4      | 1      | 281   | 29    |
| Интернационале          | 1995/96          | 30   | 3    | 5     | 0     | 0         | 0         | 0      | 0      | 35    | 3     |
| Интернационале          | 1996/97          | 24   | 7    | 4     | 2     | 10        | 1         | 0      | 0      | 38    | 10    |
| Интернационале          | Итого            | 54   | 10   | 9     | 2     | 10        | 1         | 0      | 0      | 73    | 13    |
| Ливерпуль               | 1997/98          | 31   | 8    | 5     | 0     | 4         | 0         | 0      | 0      | 40    | 8     |
| Ливерпуль               | 1998/99          | 34   | 6    | 4     | 2     | 3         | 1         | 0      | 0      | 41    | 9     |
| Ливерпуль               | Итого            | 65   | 14   | 9     | 2     | 7         | 1         | 0      | 0      | 81    | 17    |
| Мидлсбро                | 1999/00          | 32   | 3    | 3     | 1     | 0         | 0         | 0      | 0      | 35    | 4     |
| Мидлсбро                | 2000/01          | 30   | 2    | 5     | 0     | 0         | 0         | 0      | 0      | 35    | 2     |
| Мидлсбро                | 2001/02          | 31   | 2    | 5     | 1     | 0         | 0         | 0      | 0      | 36    | 3     |
| Мидлсбро                | Итого            | 93   | 7    | 13    | 2     | 0         | 0         | 0      | 0      | 106   | 9     |
| Вулверхэмптон Уондерерс | 2002/03          | 37   | 2    | 5     | 1     | -         | -         | 3      | 0      | 45    | 3     |
| Вулверхэмптон Уондерерс | 2003/04          | 32   | 2    | 3     | 0     | 0         | 0         | 0      | 0      | 35    | 2     |
| Вулверхэмптон Уондерерс | 2004/05          | 28   | 3    | 3     | 1     | -         | -         | 0      | 0      | 31    | 4     |
| Вулверхэмптон Уондерерс | 2005/06          | 18   | 3    | 2     | 0     | -         | -         | 0      | 0      | 20    | 3     |
| Вулверхэмптон Уондерерс | Итого            | 115  | 10   | 13    | 2     | 0         | 0         | 3      | 0      | 131   | 12    |
| Суиндон Таун            | 2006/07          | 3    | 0    | 0     | 0     | -         | -         | 0      | 0      | 3     | 0     |
| Суиндон Таун            | Итого            | 3    | 0    | 0     | 0     | 0         | 0         | 0      | 0      | 3     | 0     |
| Маклсфилд Таун          | 2006/07          | 1    | 0    | 0     | 0     | -         | -         | 0      | 0      | 1     | 0     |
| Маклсфилд Таун          | Итого            | 1    | 0    | 0     | 0     | 0         | 0         | 0      | 0      | 1     | 0     |
| Всего за карьеру        | Всего за карьеру | 609  | 73   | 113   | 15    | 37        | 3         | 11     | 2      | 770   | 92    |

## Личная жизнь
Сын Пола, Том Инс, в настоящее время выступает за «Сток Сити» в Чемпионшипе.